# Opsebius
Opsebius is een vliegengeslacht uit de familie van de spinvliegen (Acroceridae).

## Soorten
- O. formosus Loew, 1871
- O. inflatus (Loew, 1857)
- O. pepo Loew in Heyden, 1870
- O. perspicillatus Costa, 1856